# 爱文氏菌属
爱文氏菌属为耶尔森菌科的一属细菌。该属的模式种为美洲爱文氏菌（Ewingella americana）。

## 下属物种
- 美洲爱文氏菌 Ewingella americana Grimont et al. 1984